# Antonio Maria Ceriani
Antonio Maria Ceriani (Uboldo, 2 maggio 1828 – Milano, 2 marzo 1907) è stato un sacerdote cattolico italiano, curatore della Biblioteca Ambrosiana.

## Biografia
Antonio Maria Ceriani nasce a Uboldo, nella provincia di Varese, il 2 maggio 1828. Nel 1852 è ordinato sacerdote nella diocesi di Milano e lo stesso anno è nominato custode del catalogo della Biblioteca Ambrosiana. Dal 1857 è dottore dell'Ambrosiana e quindi suo prefetto dal gennaio 1870 alla morte.
A seguito della chiusura della Facoltà teologica di Milano nel 1774, la Biblioteca fondata da Carlo Borromeo tre secoli prima era rimasta una delle poche istituzioni culturali nella città. Ceriani la rese un centro frequentato ed apprezzato a livello internazionale.
Dall'8 dicembre 1888, il futuro papa Pio XII, all'epoca professore di sacra eloquenza e di teologia dogmatica al Seminario Teologico di Milano, lo affianca come dottore dell'Ambrosiana, e, in tale periodo, pubblica l'aggiornamento all'anno 1890 degli Acta Ecclesiae Mediolanensis, redatti del Borromeo nel 1582
Insigne filologo e semitista, Ceriani è dal 1855 professore di lingue orientali nel Seminario teologico di Milano e dal 1872 professore incaricato di paleografia greca e latina all'Accademia scientifico-letteraria di Milano.
Pubblica le prime edizioni di numerose opere dell'antichità giudaica, tra cui l'Assunzione di Mosè e l'Apocalisse di Baruc (o 2 Baruc).
Esperto di paleografia, lingua siriaca e liturgia ambrosiana, a partire dal 1872 curò una nuova edizione del Messale ambrosiano.